# Луј Никола Даву
Луј Никола Даву (фр. Louis-Nicolas Davout; Ану, 10. мај 1770 — Париз, 1. јун 1823) је био француски маршал у време Наполеонових ратова и један од највештијих заповедника Наполеона I.

## Биографија

### Детињство и младост
Придружио се француској војсци као потпоручник 1788. Када је избила француска револуција прихватио је њене принципе. Био је командант батаљона добровољаца за време 1792. и истакао се у бици код Нервиндена 1793. Био је унапређен у бригадног генерала, па је уклоњен са активне листе због племићког порекла. Ипак је учествовао у походима 1794—1795. на Рајни и пратио је Десоа током Наполеоновог египатског похода.

### Непобедиви генерал и маршал
По повратку из Египта учествовао је у бици код Марења под Наполеоновим заповедништвом. Наполеон је имао велико поверење у његове способности. Убрзо после битке код Морења унапређен је у генерала дивизије, а 1801. постаје командант конзуларне гарде. Када је Наполеон постао цар Даву је унапређен у француског маршала. Био је командант 3. корпуса велике француске армије. У бици код Аустерлица 3. корпус је након марша од 48 сати издржао главни савезнички удар. Код Ауерштета у бици код Јене Даву је са једним јединим корпусом од 28.000 војника победио главнину пруске војске од преко 63.000 војника. Бриљантну победу код Ауерштета историчар Франсоа-Ги Уртул је описао „Код Јене Наполеон је добио битку, коју није могао изгубити. У Ауерштету, Даву је добио битку, у којој није могао победити“.
Учествовао је у бици код Ејлауа и бици код Фридланда. Када је потписан Тилзитски мир 1807. Наполеон га је поставио као гувернера у Варшавском војводству. Наполеон га је 1808. именовао војводом од Ауерштета. За време рата 1809. Даву је учествовао у акцијама, које су кулминирале у бици код Екмила, а истакао се и у бици код Ваграма. Наполеон га је именовао кнезом од Екмила.

### Инвазија Русије и одбрана Хамбурга
Наполеон му је дао задатак да организује велику армију, са којом је Наполеон извршио инвазију Русије 1812. Током инвазије Русије Даву је командовао 1. корпусом од 70.000 војника. Победио је Русе код Мохилева пре него што се прикључио главнини велике француске инвазионе армије. Током 1813. командовао је војним округом Хамбурга и успео је да одбрани Хамбург, који је тада био лоше утврђен и лоше снабдевен град. Хамбург није предавао ни након дуге опсаде. Предао је Хамбург тек 1814. по директном наређењу Луја XVIII након пада Наполеона.
Давуов војни карактер описује се као окрутан. Многи су га нападали због његовог начина вођења одбране Хамбурга. Захтевао је стриктну дисциплину и круту и прецизну послушност, много већу него други. Због тога је његова војска била тачнија у извођењу својих дужности од других. На пример, Даву је забранио својој војсци да пљачкају непријатељско село. Ту политику је спроводио смртним казнама. За време ранијег периода Велике армије трећем корпусу су се могли давати најтежи послови.

### Оданост Наполеону
Његова оданост Наполеону била је потпуна. За време прве рестаурације Бурбона отворено је показао непријатељство према Бурбонима и повукао се у приватан живот. Када се Наполеон вратио са Елбе Даву му се одмах прикључио. Постао је министар рата и реорганизовао је француску војску. Толико је био битан за министарство рата, да га је Наполеон ту оставио током битке код Ватерлоа. Наполеон није тако употребио најбољег генерала, којега је имао. После битке код Ватерлоа Даву је заповедао безнадежном одбраном Париза. Када су Бурбони поново рестаурирани изгубио је и маршалску и друге титуле. Када би се кажњавали неки од његових потчињених генерала захтевао је да он буде одговоран, јер су они дејствовали по његовим наређењима. Тако је дао све од себе да спречи осуду маршала Мишела Неја. Касније се помирио са монархијом, па му је враћен 1817. чин маршала и титуле.

## Лични живот
Био је методичан и у војном и личном животу. Није био омиљен, а слободно време је проводио са породицом. Због тврдоглаве личности и лоших социјалних вештина имао је много непријатеља и противника. Најзначајнији су били маршал Бернадот, маршал Жоашен Мира и маршал Бертје. Са Миром се сукобио током 1812. Од маршала најбоље се слагао са Мишелом Нејом и Николом Удиноом.